# Лежер-Сити (Флорида)
Лежер-Сити (англ. Leisure City) — статистически обособленная местность, расположенная в округе Майами-Дейд (штат Флорида, США) с населением в 22 152 человека по статистическим данным переписи 2000 года.

## География
По данным Бюро переписи населения США статистически обособленная местность Лежер-Сити имеет общую площадь в 8,81 квадратных километров, водных ресурсов в черте населённого пункта не имеется.
Статистически обособленная местность Лежер-Сити расположена на высоте 2 м над уровнем моря.

## Демография
| Год переписи        | Нас.  |  | %±    |
| ------------------- | ----- |  | ----- |
| 1980                | 17905 |  | —     |
| 1990                | 19379 |  | 8,2%  |
| 2000                | 22152 |  | 14,3% |
| 1980–2000 Источник: |       |  |       |

По данным переписи населения 2000 года в Лежер-Сити проживало 22 152 человека, 5044 семьи, насчитывалось 6063 домашних хозяйств и 6615 жилых домов. Средняя плотность населения составляла около 2514,42 человека на один квадратный километр. Расовый состав населённого пункта распределился следующим образом: 65,03 % белых, 18,00 % — чёрных или афроамериканцев, 0,20 % — коренных американцев, 0,84 % — азиатов, 0,03 % — выходцев с тихоокеанских островов, 4,48 % — представителей смешанных рас, 11,42 % — других народностей. Испаноговорящие составили 65,30 % от всех жителей статистически обособленной местности.
Из 6063 домашних хозяйств в 50,1 % воспитывали детей в возрасте до 18 лет, 54,7 % представляли собой совместно проживающие супружеские пары, в 21,0 % семей женщины проживали без мужей, 16,8 % не имели семей. 12,7 % от общего числа семей на момент переписи жили самостоятельно, при этом 4,3 % составили одинокие пожилые люди в возрасте 65 лет и старше. Средний размер домашнего хозяйства составил 3,65 человек, а средний размер семьи — 3,94 человек.
Население статистически обособленной местности по возрастному диапазону по данным переписи 2000 года распределилось следующим образом: 36,2 % — жители младше 18 лет, 10,9 % — между 18 и 24 годами, 30,1 % — от 25 до 44 лет, 16,5 % — от 45 до 64 лет и 6,3 % — в возрасте 65 лет и старше. Средний возраст жителей составил 27 лет. На каждые 100 женщин в Лежер-Сити приходилось 101,5 мужчин, при этом на каждые сто женщин 18 лет и старше приходилось 98,1 мужчин также старше 18 лет.
Средний доход на одно домашнее хозяйство статистически обособленной местности составил 29 091 доллар США, а средний доход на одну семью — 29 277 долларов. При этом мужчины имели средний доход в 22 320 долларов США в год против 18 619 долларов среднегодового дохода у женщин. Доход на душу населения статистически обособленной местности составил 29 091 доллар в год. 22,4 % от всего числа семей в населённом пункте и 25,0 % от всей численности населения находилось на момент переписи населения за чертой бедности, при этом 33,3 % из них были моложе 18 лет и 18,3 % — в возрасте 65 лет и старше.